# Théra (ostrov)
Théra (řecky Θήρα) nebo také Santorini (řecky Σαντορίνη) je řecký ostrov v jižní části souostroví Kyklady v Egejském moři. Spolu se čtyřmi ostrůvky tvoří souostroví a obec Santorini. Ostrov Théra má rozlohu 79,194 km². Nachází se 110 km severně od Kréty a 220 km jihovýchodně od Athén. Obec je součástí regionální jednotky Théra v kraji Jižní Egeis. Nachází se zde významné archeologické naleziště Akrotiri.

## Obyvatelstvo
V roce 2011 žilo na ostrově 15 230 obyvatel. Celý ostrov náleží k jedné obci a zasahují na něj dvě obecní jednotky, které se skládají z komunit a jednotlivých sídel, tj. měst a vesnic. V závorkách je uveden počet obyvatel obecních jednotek a jednotlivých komunit, jež připadá na ostrov Théra.
- Obecní jednotka Théra (14 004) — Akrotiri (489), Emborios (3085), Episkopi Gonias (1462), Exo Gonias (395), Fira (1856), Imerovigli (535), Katerados (1293), Megalochori (594), Mesaria (2092), Pirgos Kallisti (912), Vothonas (756), Vouvoulos (535),
- Obecní jednotka Oia (1226) — Oia (1226).

### Náboženství
Ostrov má v dějinách nepřímou vazbu na české země. Dne 16.11.1477 byl na biskupa vysvěcen italský kněz Augustin Luciani. Vysvětil ho arcibiskup Šimon Vesić (též Simone de Patrasso), v l. 1461 - 1473 arcibiskup v Baru, městě v dnešní Černé Hoře. Biskup A. Luciani byl totiž titulární biskup sankturienský (latinsky: episcopus sancturiensis) - byl to biskup baziliky sv. Ireny na ostrově Santorini (dnešní Théra) . Biskup Augustin působil od začátku dubna 1482 až do své smrti 1. března 1493 v Čechách, kde utrakvistům (tj. České církvi podobojí) světil jejich bohoslovce na jáhny a kněze.

## Památky
Starověká Théra, významné archeologické naleziště, se nachází na vrcholu Mesa Vouno na Santorini v Řecku s výhledem na Egejské moře. Tato osada sloužila jako hlavní město ostrova v antice, kdy její strategická poloha byla vybrána z důvodu obrany. Návštěvníci Starověké Théry se mohou projít mezi pozůstatky veřejných budov, domů, ulic a divadla. K vidění jsou také pozůstatky nástěnných maleb a různé objevené artefakty.
Mezi nejzajímavější archeologické naleziště v Řecku patří Akrotiri. Tento dávný městský komplex byl pohřben pod vrstvou popela během masivní erupce sopky Thera přibližně v roce 1627 př. n. l., což z něj učinilo jeden z nejlépe zachovaných příkladů minojské civilizace.
Turisté nejčastěji vyhledávají město Fira, hlavní město na Santorini, s charakteristickými budovami podél okraje kaldery. Příkladem tradiční řecké architektury s bílými zdmi a modrou kopulí je kostel Agios Theodori.